# Сабне (гміна)
Гміна Сабне (пол. Gmina Sabnie) — сільська гміна у центральній Польщі. Належить до Соколовського повіту Мазовецького воєводства.
Станом на 31 грудня 2011 у гміні проживало 3956 осіб.

## Площа
Згідно з даними за 2007 рік площа гміни становила 107.92 км², у тому числі:
- орні землі: 74.00%
- ліси: 21.00%

Таким чином, площа гміни становить 9.54% площі повіту.

## Населення
Станом на 31 грудня 2011:
| Опис     | Загалом | Загалом | Чоловіки | Чоловіки | Жінки | Жінки |
| -------- | ------- | ------- | -------- | -------- | ----- | ----- |
| одиниця  | осіб    | %       | осіб     | %        | осіб  | %     |
| все      | 3956    | 100     | 2005     | 50.68    | 1951  | 49.32 |
| міське   | 0       | 100     | 0        |          | 0     |       |
| сільське | 3956    | 100     | 2005     | 50.68    | 1951  | 49.32 |

## Сусідні гміни
Гміна Сабне межує з такими гмінами: Косув-Ляцький, Репкі, Соколув-Подляський, Стердинь, Яблонна-Ляцька.